# NGC 3846
NGC 3846 је спирална галаксија у сазвежђу Велики медвед која се налази на NGC листи објеката дубоког неба.
Деклинација објекта је + 55° 39' 8" а ректасцензија 11h 44m 28,9s. Привидна величина (магнитуда) објекта NGC 3846 износи 13,4 а фотографска магнитуда 14,2. NGC 3846 је још познат и под ознакама UGC 6710, MCG 9-19-171, CGCG 268-78, DRCG 24-16, IRAS 11417+5556, PGC 36539.